# TEAG Thüringer Energie
Die TEAG Thüringer Energie AG (kurz TEAG) ist ein deutscher Energieversorger mit Hauptsitz in Erfurt. Das Unternehmen beliefert Privathaushalte, Geschäftskunden, Industriebetriebe sowie Stadtwerke und kommunale Versorger mit Strom und Erdgas. Gegründet 1993/1994 durch den Zusammenschluss dreier regionaler Stromversorger, kam 2005 die Gasversorgung als weiteres Geschäftsfeld hinzu. Bis 2013 gehörte die TEAG zum E.ON-Konzern. Heute befindet sie sich mehrheitlich in kommunalem Besitz.

## Geschichte

### Entwicklung nach der Wende
Die TEAG geht auf das 1923 gegründete Thüringenwerk zurück. Nach dem Fall der Berliner Mauer wurden die Energiekombinate Erfurt, Gera und Suhl privatisiert und Mitte 1990 in selbstständige Aktiengesellschaften umgewandelt. 1991 löste man das Geschäft mit Stadt- und Erdgas aus den Gesellschaften heraus, sodass Strom- und Gasversorgung unternehmerisch getrennt waren. Grundlage dafür war das Gesetz über die Spaltung der von der Treuhandanstalt verwalteten Unternehmen von 1991.
In den folgenden Jahren stellte sich heraus, dass die drei Stromversorger ENAG (Energieversorgung Nordthüringen), OTEV (Ostthüringer Energieversorgung) und SEAG (Südthüringer Energieversorgung) alleine nicht wirtschaftlich arbeiten konnten. Während der Umsatz nach der Wende stetig abnahm, mussten die Unternehmen dennoch umfangreich in die Modernisierung ihrer Netze investieren. Daher wurden Pläne entwickelt, die Geschäfte der Stromversorger wieder zusammenzulegen.

### Entstehung der Teilkonzerne
Dieses Vorhaben wurde 1993/94 umgesetzt: Das Bayernwerk erwarb die Mehrheit der Kapitalanteile an ENAG, OTEV und SEAG von der Treuhandanstalt. Durch einen Verschmelzungsvertrag entstand der Energiekonzern TEAG (Thüringer Energie) mit Sitz in Erfurt und vier Gebietsdirektionen. Zu diesem Zeitpunkt beschäftigte das Unternehmen 3.500 Mitarbeiter und erwirtschaftete einen Umsatz von 1,6 Milliarden Mark. Das Geschäftsgebiet erstreckte sich auf nahezu den gesamten Freistaat Thüringen.
1994/95 folgten die Gasversorger dem Beispiel der Stromversorger: Die GNT (Gasversorgung Nordthüringen), OTG (Ostthüringer Gasgesellschaft) und STG (Südthüringer Gasgesellschaft) schlossen sich zur GVT (Gasversorgung Thüringen) zusammen. Motivation war auch hier, die wirtschaftliche Leistungsfähigkeit und Investitionstätigkeit der beteiligten Betriebe sicherzustellen. Im Verlauf des Jahres 1995 kamen zusätzlich die Gasversorger aus Schmölln/Gößnitz und Bad Sulza unter das Dach der GVT.

### Zusammenschluss mit E.ON

Unternehmenslogo (2005–2013)

Unternehmenslogo (2013–2016)

Tatsächlich konnten sowohl die TEAG als auch die GVT wirtschaftliche Erfolge verbuchen. 1996 schrieb die TEAG erstmals schwarze Zahlen, während die GVT die Zahl der Erdgaskunden auf ein Rekordniveau steigerte. In den nächsten zehn Jahren stieg die Zahl der versorgten Haushalte auf 580.000 für Strom beziehungsweise 112.000 für Erdgas.
2005 gab der Essener Energiekonzern E.ON die Fusion von TEAG und GVT bekannt. E.ON war bereits mehrheitlich an beiden Unternehmen beteiligt. Durch den Zusammenschluss sollte ein „leistungsstarkes regionales Versorgungsunternehmen“ entstehen, das sowohl die Versorgungssicherheit als auch den wirtschaftlichen Betrieb dauerhaft sicherstellen konnte. Die Thüringer Landesregierung unter Ministerpräsident Dieter Althaus begrüßte das Vorhaben ausdrücklich, während andere Parteien ihre Kritik vorbrachten.
Das Bundeskartellamt meldete keine Bedenken gegen den Zusammenschluss an. Mit rund 1,3 Milliarden Euro Umsatz rückte die TEAG zum zweitgrößten Unternehmen des Freistaats auf. Das Unternehmen führte fortan den Namen E.ON Thüringer Energie und wechselte im Außenauftritt von Blau zur Farbe Rot des Mutterkonzerns.

### Rekommunalisierung der TEAG
2012 kündigte der Essener Energiekonzern E.ON an, sich von einem Teil seiner regionalen Tochtergesellschaften wieder zu trennen. Neben E.ON Mitte und E.ON Westfalen Weser betraf das auch die E.ON Thüringer Energie. Zu diesem Zeitpunkt befanden sich 47 Prozent des Unternehmens in kommunalem Besitz. Die Städte und Gemeinden bekundeten ihr Interesse, die Mehrheit an der Thüringer Energie von E.ON zu übernehmen. Man bezeichnete den Verkauf des Unternehmens als „einmalige Chance“ für die Energiewende.
Der Verkauf des Unternehmens hatte ein Volumen von über 900 Millionen Euro. Dazu kommen die restlichen zehn Prozent der Anteile, die E.ON an die Thüga veräußerte. Man überarbeitete den gesamten Markenauftritt des Konzerns: Nach der Rückkehr zu Blau wurde im Sommer 2013 das Präfix E.ON aus dem Firmennamen gestrichen.
Die Rekommunalisierung der TEAG war nicht unumstritten: So erkannten Beobachter „beachtliche betriebswirtschaftliche Risiken“ für die Haushalte der Städte und Gemeinden. Grund sei vor allem die „Unwägbarkeit der zukünftigen energiewirtschaftlichen Entwicklung“. Außerdem wurde kritisiert, die Übernahme der TEAG durch die Kommunen sei nicht ausreichend transparent. Es war die Rede von „Geheimniskrämerei“. Im Zuge dessen wurde auch die Rolle der beteiligten Kreditinstitute hinterfragt. Die Thüringer Opposition bemängelte ausdrücklich die Rolle der Thüga bei der Transaktion. Sie forderte die Landesregierung auf, selbst in die Rekommunalisierung einzugreifen und Anteile der TEAG zu kaufen.

### Ausbau der Dienstleistungen
In den letzten Jahren baute die TEAG ihr Dienstleistungsspektrum kontinuierlich aus. Der Konzern setzt neben der Energie immer stärker auf Elektromobilität und dezentrale Stromspeicher. Ein weiteres Beispiel für den Wandel des Unternehmens ist der Einstieg der Thüringer Netkom in den Vertrieb von Telefonie- und Internetanschlüssen für Endkunden im Jahr 2015. In Zusammenarbeit mit Stadtwerken setzt sich das Unternehmen für einen Ausbau öffentlicher Hotspots ein, auch im ländlichen Raum.

## Struktur

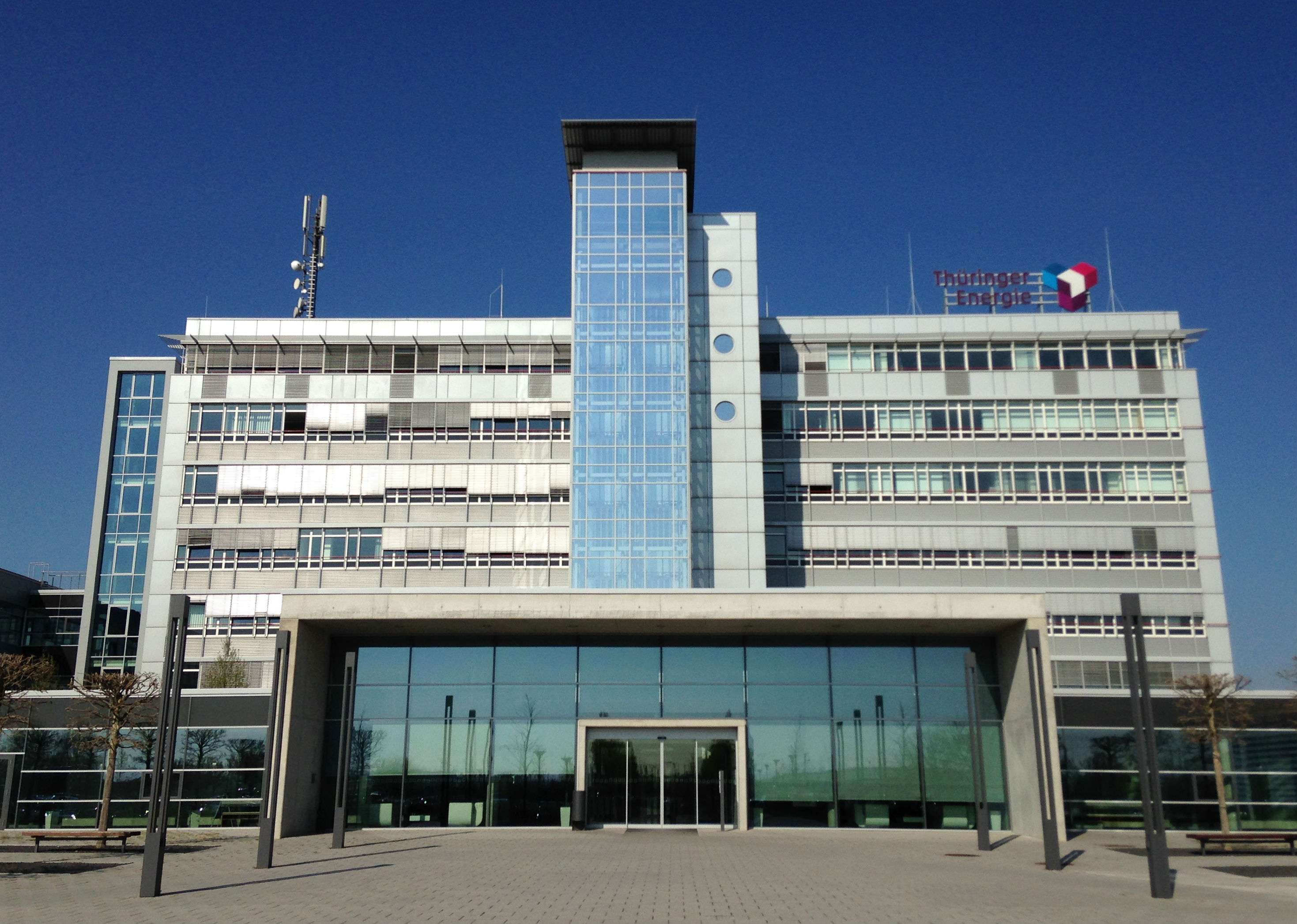
Zentrale der TEAG (2015)

### Rechtsform
Die TEAG ist eine nicht börsennotierte Aktiengesellschaft nach deutschem Recht. Ihr Grundkapital beträgt 100 Millionen Euro, eingeteilt in 2.958.765 auf den Inhaber lautende Stückaktien. Der Unternehmensgegenstand der TEAG umfasst die „Versorgung mit Elektrizität und anderen Energiearten“ sowie die Erzeugung, den Bezug, die Verteilung und die Abgabe sowie verwandte Dienstleistungen.

### Eigentümer
Die TEAG befindet sich zu 84,8 % im Besitz von rund 620 Thüringer Städten und Gemeinden. Ihre Beteiligungen sind im Wesentlichen mit 82,2 % in der KEBT (Kommunale Energie Beteiligungsgesellschaft Thüringen) gebündelt. Weitere 2,6 Prozent der Thüringer Anteile werden von der Gesellschaft der kommunalen Strom-Aktionäre in Thüringen mbH (GkSA), der KDGT (Kommunale Dienstleistungs-Gesellschaft Thüringen mbH) sowie von drei weiteren kommunalen Aktionären gehalten. Der 1867 in Gotha gegründeten Thüga gehören 15,2 %.
Verfügungen über Aktien bedürfen einer Zustimmung der Gesellschaft. Hierüber beschließt die Hauptversammlung mit einer Mehrheit von 90 %.

### Management
Der Vorstand der TEAG besteht aus drei Personen. Stefan Reindl leitet als Vorstandsvorsitzender die Bereiche Vertrieb, IT, Rechnungswesen, Controlling, Shared Services, Recht und Unternehmensentwicklung. Andreas Roß verantwortet Personal und Organisation, Unternehmensbeteiligungen, kommunale Beteiligungen sowie Arbeitssicherheit. Christian Thewißen ist ebenfalls Mitglied des Vorstands der TEAG Thüringer Energie AG.
Der Aufsichtsrat der TEAG hat 18 Mitglieder, die für die Zeit von vier Jahren gewählt werden. Gemäß Drittelbeteiligungsgesetz wird er zu zwei Dritteln mit Vertretern der Anteilseigner und zu einem Drittel mit Arbeitnehmern besetzt. An der Spitze des Gremiums steht Andreas Cerbe, Geschäftsführender Gesellschafter der Fourier GmbH, Hamburg (Vorsitzender). Als seine Stellvertreter fungieren Thomas Ziermann, als erster stellvertretender Vorsitzender, sowie Constantin H. Alsheimer, Vorstandsvorsitzender der Thüga AG.

### Beteiligungen
Im Konzernabschluss der TEAG werden acht inländische Tochtergesellschaften konsolidiert. Hierzu zählen die Thüringer Energienetze, die Thüringer Energie Speichergesellschaft, der Thüringer Energie Service, die Thüringer Netkom, der Thüringer Wärme Service, die TEAG Solar, die TEAG Mobil und der Thüringer Mess- und Zählerwesen Service. Zusätzlich werden 53 inländische Gemeinschafts- und assoziierte Unternehmen nach der Equity-Methode in den Konzernabschluss einbezogen. Dazu gehören unter anderem die Minderheitsbeteiligungen an den Stadtwerken einiger Thüringer Städte und Gemeinden.

### Kennzahlen

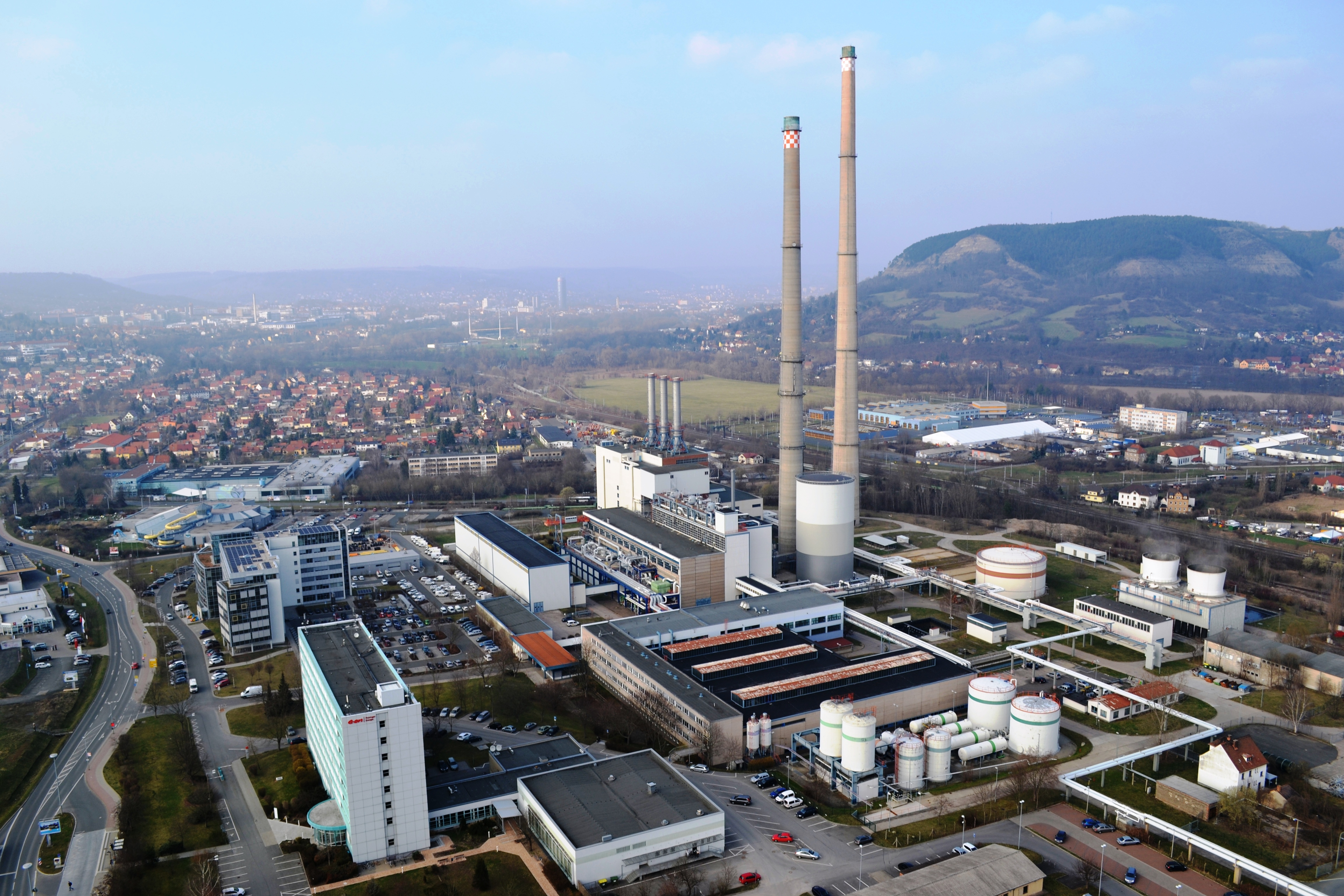
Heizkraftwerk Jena (2011)

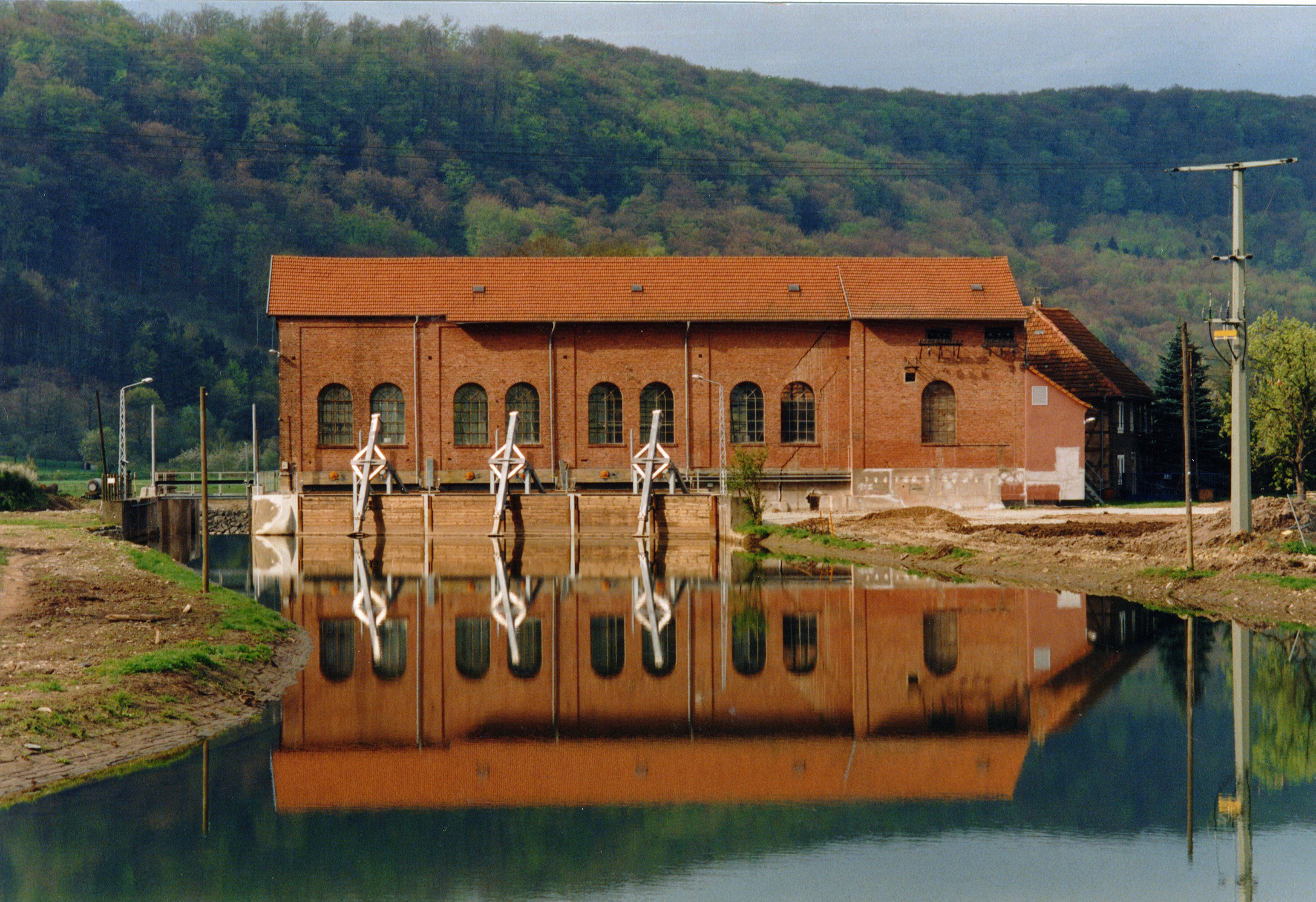
Wasserkraftwerk Falken (2005)

Im Geschäftsjahr 2023 produzierte der TEAG-Konzern insgesamt 423 GWh Strom und 946 GWh Wärme. Dies erfolgt vorwiegend in konventionellen Kraftwerken in Bad Salzungen, Grabe, Ibenhain, Jena und Merxleben statt. Im regenerativen Segment setzt die TEAG vor allem auf eigene Wasserkraftwerke und investierte zuletzt immer mehr in Windkraft, die insbesondere in Nord-, Mittel- und Ostthüringen ausgebaut wird. Solarenergie, Photovoltaik und Biomasse spielen eine untergeordnete Rolle.

## Leistungen

### Strom
Unter der Marke „ThüringenStrom“ vermarktet das Unternehmen elektrische Energie für Privat- und Geschäftskunden. Die TEAG bietet neben der Grund- und Ersatzversorgung verschiedene Tarife an, zum Beispiel für Ökostrom, Strom aus reiner Wasserkraft oder den Betrieb einer Elektroheizung. Seit 2010 unterstützt das Unternehmen intelligente Stromzähler und bietet heute einen Tarif, bei dem Kunden ihren Stromverbrauch jederzeit ablesen können. Ferner existiert ein Sozialtarif für bedürftige Kunden.

### Erdgas
Das Unternehmen bezeichnet seine Erdgas-Produkte für Privat- und Geschäftskunden als „ThüringenGas“. Die TEAG bezieht Erdgas nicht direkt aus Russland und anderen Ländern, sondern über bundesweite Lieferanten. Mit diesen bestehen langfristige Verträge, sodass die Versorgungssicherheit gewährleistet ist. Seit 2011 bietet die TEAG auch eine CO2-neutrale Erdgasbeschaffung an. Dafür werden Emissionszertifikate nicht wie üblich verkauft, sondern im Unternehmen gehalten und in entsprechender Höhe entwertet.

### Wärme
Fernwärme, die von der TEAG erzeugt wird, können Abnehmer in Bad Salzungen, Ibenhain und Jena direkt über die Stadtwerke beziehen.

### Lösungen
Zum Portfolio der TEAG gehören energienahe Dienstleistungen, beispielsweise für den Betrieb von Erdgasbrennwertheizungen, Wärmepumpen und Solarthermieanlagen sowie KWK-Technik einschließlich Service. Ferner werden das Monitoring von Energiedaten, die Analyse von Lastgängen sowie Lösungen für die Optimierung des kommunalen Energiemanagements angeboten. Des Weiteren hilft das Unternehmen etwa bei der Messung und Einsparung von Energie und stellt Energieausweise aus.

### Elektromobilität
Zusammen mit regionalen Autohäusern bietet die TEAG unter anderem Pakete aus Elektrofahrzeugen verschiedener Hersteller, Wallbox und Ladestrom an („AutoPaket“, „LadePaket“ usw.). Das Unternehmen ist zudem Mitglied einer Kooperation der Thüringer Energieversorger für den Aufbau einer Ladeinfrastruktur im Freistaat. Diese haben sich auf ein einheitliches Zugangs- und Abrechnungssystem geeinigt.

### Internet
Die TEAG tritt über ihre Tochtergesellschaft Thüringer Netkom nicht nur als Dienstleister für andere Unternehmen auf, sondern vermarktet Produkte im Bereich der Telekommunikation zunehmend auch an eigene Kunden. Kern des Angebots ist „ThüringenDSL“ mit einer Geschwindigkeit von derzeit maximal 250 MBit/s im Download, aber auch „ThüringenFiber“ mit einer Geschwindigkeit von derzeit maximal 1 GBit/s im Download (Stand: August 2022).

## Engagement
Das Unternehmen war von 2005, 2007 und 2009 Stifterin des Thüringer Literaturpreises. Die Auszeichnung wurde gemeinsam mit der Literarischen Gesellschaft Thüringen an Sigrid Damm, Ingo Schulze und Reiner Kunze vergeben. Sie wird heute vom Thüringer Bildungsministerium und dem Sparkassen- und Giroverband fortgeführt.
Gemeinsam mit der Köstritzer Schwarzbierbrauerei unterstützte die TEAG ein führendes Radsportteam. Von 2005 bis 2013 war man Hauptsponsor des Thüringer Energie Teams, das zeitweise den U23-Radsport in Deutschland dominierte. Nach dem Rückzug des Managers wurde das Thüringer Energie Team schließlich aufgelöst.